# Artist

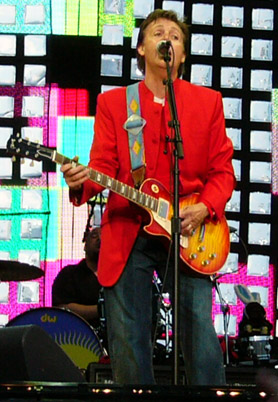
En artist (Paul McCartney) på scen.

En artist är en person som på ett eller annat sätt uppträder. Vanligtvis rör det sig om musiker, men även komiker, skådespelare, dansare, illusionister med flera kan räknas som artister. På svenska, till skillnad från engelska, används alltså ordet för scenkonstnärer, men inte numera för bildkonstnärer.
Det finns artistförmedlingar för dem som för något ändamål önskar boka en artist.
En artist som uppträder på en cirkus kallas cirkusartist.
Musicerande artister tjänar nästan bara pengar på att turnera. Den högst betalda musikakten 2017 var bandet U2 som då tjänade $54,4 miljoner, varav 95 procent kom från att turnera.